# 11 век пр.н.е.
11 век пр.н.е. обхваща всички години от 1100 г. пр.н.е. до 1001 г. пр.н.е. Въпреки че много човешки общества са имали писменост през този период, някои от споменатите по-долу личности може да са по-скоро апокрифни, отколкото исторически достоверни.

## Събития
- През 11 век пр.н.е. започва според днешните изследвания т.нар. дорийско преселение.
- изчезване на андроновската култура в Южен Сибир
- начало на културата на плочестите гробове в Южен Сибир и Монголия
- 1089 г. пр.н.е. – Мелант, легендарният цар на Атина, умира след 37-годишно управление и е наследен от сина си Кодър.
- 1099 – 1066 пр.н.е. – Рамзес XI е фараон в Египет, гражданска война. Край на 20. династия на Древен Египет.
- 1068 г. пр.н.е. – Кодър, легендарният цар на Атина, умира в битка срещу дорийските нашественици след 21-годишно управление. Атинската традиция го смята за последния цар, който е притежавал абсолютна власт. Съвременните историци го смятат за последния цар, чиято житейска история е част от древногръцката митология. Наследява го синът му Медон.
- 1050 г. пр.н.е. – филистимците превземат кивота от Израел в битка. (приблизителна дата)
- 1046 г. пр.н.е – крал Ву сваля последния монарх от династията Шан Ди Син и става първият император от династията Джоу (1046 г. пр.н.е. – 256 г. пр.н.е.), основана от баща му крал Уен.
- ок. 1040 г. пр.н.е. – роден е Давид, цар на Израел.
- 1026 г. пр.н.е. – според Самуиловите книги Саул става първият цар на израилтяните.
- ок. 1020 г. пр.н.е. – разрушаване на Троя.
- 1004 г. пр.н.е. – цар Давид основава Йерусалим
- ок. 1000 г. пр.н.е. – латините идват в Италия от района на Дунав
- 1000 г. пр.н.е. –  най-ранните доказателства за земеделие във високопланинските райони на Кения.
- начало на Ранно желязната епоха (РЖЕ) в България.

## Личности
- Самуил, библейски пророк
- Рамзес XI, фараон на Египет от 20 династия.
- Аменемнису, фараон на Египет от 21 династия.
- Медон 1048 пр.н.е.: цар на Атина
- Акаст 1012 пр.н.е.: цар на Атина
- Саул, цар на Израил
- Давид, цар на Израил

## Изобретения и открития
- 1100 г. пр.н.е. –  най-ранният китайски земен компас
- 1000 г. пр.н.е. – създадена е финикийската писменост.